# Deadly Deception: General Electric, Nuclear Weapons and Our Environment
Deadly Deception: General Electric, Nuclear Weapons and Our Environment é um filme-documentário em curta-metragem estadunidense de 1991 dirigido e escrito por Debra Chasnoff. Venceu o Oscar de melhor documentário de curta-metragem na edição de 1992.